# USS LST-470
O USS LST-470 foi um navio de guerra norte-americano da classe LST que operou durante a Segunda Guerra Mundial.